# Oroville (Kalifornia)
Oroville – miasto w Stanach Zjednoczonych, w stanie Kalifornia, w hrabstwie Butte. Według spisu ludności przeprowadzonego przez United States Census Bureau w roku 2010, w Oroville mieszka 15 506 mieszkańców.

## Miasta partnerskie
- Salem, Stany Zjednoczone